# Comparaison de l'évolution des tumeurs entre l'être humain et des organismes
 (février 2020).
Améliorez-le ou discutez des points à vérifier. 
Pour la plupart des recherches scientifiques in vivo, les expériences découlant de celles-ci ont été entreprises sur des espèces partageant considérablement le même code génétique que l’être humain, soit la souris. 
Néanmoins, la moindre différence peut occasionner des résultats distincts. À l’heure actuelle, grâce à l’essor de la biologie évolutive du développement (évo-dévo), des études oncologiques sur des organismes modèles, incluant les Homo sapiens, sont en vigueur. Celles-ci ont permis de comparer l’évolution endogène des tumeurs, bénignes ou malignes, chez de nombreuses espèces. D’après les données découvertes, il y a des similitudes aussi bien que des dissemblances dans le développement des tumeurs. En effet, durant la formation de ces dernières, l’être humain exhibe des événements moléculaires particuliers par rapport à certains organismes. De plus, une étude comparée entre des cellules d’embryon et des cellules de cancer chez l’être humain a démontré une ressemblance dans leur développement.

## Contributions de l’évo-dévo en oncologie[1],[2]
Initialement, les tumeurs ont été étudiées sous l’optique de la biologie moléculaire insistant pour une observation microscopique des gènes en question. Depuis l’expansion de la biologie évolutive du développement, ce ne sont pas les tumeurs qui sont analysées en tant que telles, mais plutôt l’évolution menant à la tumorigenèse. D’autre part, cette dernière comprend des mécanismes complexes que l’évo-dévo examine selon une perspective réductionniste dans le but de dénicher la prima causa des cancers. Ayant adopté cet état d’esprit, Karl Ernst von Baer, un des pères fondateurs de l’évo-dévo, a vu son principe de divergence être appliqué en matière de tumorigenèse. Cette loi stipule le fait que, lors des premiers stades de développement, les embryons des vertébrés sont phénotypiquement similaires. D’ailleurs, ce n’est que graduellement que les embryons se différencieront pour parvenir aux caractéristiques spécifiques à leur espèce. De plus, une autre contribution capitale de l’évo-dévo a été la découverte de la boîte homéotique, une séquence d’ADN codant le développement embryonnaire et présent chez la majorité des espèces. Ainsi, les adeptes de cette école de pensée ont pu remarquer qu’il est possible de trouver l’origine des tumeurs en comparant l’évolution des caractères généraux des êtres vivants, notamment des organismes modèles. En effet, après avoir distingué au niveau endogène les processus développementaux menant aux tumeurs, ils peuvent entamer une recherche plus approfondie sur les similitudes présentes entre chaque espèce en ce qui concerne la formation tumorale des cellules. Ceci étant dit, l’évo-dévo a permis de mener des recherches oncologiques en adoptant une différente méthode d’interprétation basée sur une comparaison interspécifique du développement des tumeurs.

## Comparaison génétique des cellules embryonnaires et des cellules initiatrices du cancer[3]
Outre la comparaison interspécifique de la tumorigenèse, l’évo-dévo opte aussi pour une approche comparative qui est davantage élémentaire : elle met en parallèle les gènes présents dans les cellules embryonnaires et dans les cellules tumorales. En premier lieu, ces deux types de cellules partagent un caractère général saillant qui est le fait qu’elles sont des cellules souches, des cellules non différenciées possédant la capacité intrinsèque de se développer en n’importe quelle cellule présente dans l’organisme. En deuxième lieu, selon les études menées par les chercheurs en oncologie, quatre gènes embryonnaires, telles qu’OCT4, apparaissent dans le code génétique des cellules tumorales également. D’ailleurs, ces mêmes gènes ne sont pas retraçables dans les tissus somatiques chez un organisme en santé. En troisième lieu, dans le but de prouver l’évolution similaire des cellules embryonnaires et des cellules tumorales, une expérience a été entreprise sur la souris, connue sous le nom de mus musculus. En fait, après la culture in vitro des blastocystes où elles ont préservé leur forme totipotente, elles ont été transplantées   dans le corps d’une souris adulte. À la suite de cette démarche, les blastocystes ont donné lieu à des cellules tumorales au sein de cet organisme modèle.
L’hypothèse derrière cette idée affirme qu’une des raisons capitales expliquant un tel déroulement est le fait que les deux cellules en question sont envahissantes. Ceci signifie qu’elles sont capables de migrer de part et d’autre de l’organisme sans contrainte. En dernier lieu, un autre point commun entre ces cellules est leur capacité de déprogrammation. Cette dernière, causée par la déméthylation, sous-entend le potentiel de redevenir une cellule souche et proliférer par la suite, même après différentiation. Cette observation est implicite dans le sens où la déprogrammation requiert des gènes spécifiques et ces gènes sont présents uniquement dans ces deux types de cellules.

## Comparaison oncologique entre l’être humain et des organismes modèles

### L’être humain et la drosophile[4]
Initialement découverte chez la drosophile et subséquemment chez l’être humain, la voie Hippo permet la régulation de la taille des organes. Ainsi, elle est devenue sujet de recherche, plus particulièrement à la suite d'analyses qui ont dévoilé son rôle dans le développement oncologique. D’ailleurs, sous l’influence de l’évo-dévo, des études embryologiques de la drosophile et d’autres organismes modèles, incluant l’être humain, ont permis de conclure que le code génétique d’un nombre considérable d’organes possède l’information concernant la taille finale de ceux-ci. Ceci a été prouvé par une chirurgie effectuée sur la souris. En effet, lorsque le 2/3 de son foie a été retiré, l’autre tiers l’a régénéré, ce qui est signe du fait que le code génétique de cet organe détient le renseignement à propos de la taille finale. D’autre part, une expérience similaire sur la drosophile a eu lieu où quelques disques imaginaux de larves nouvellement écloses ont été greffés sur des adultes. Ces structures particulières aux insectes holométaboles, c’est-à-dire qui muent durant les stades de développement, ont été étudiées, puisqu’elles empruntent la voie Hippo. En effet, ces disques permettent la formation des différentes parties présentes durant le stade mature de l’organisme. Ces parties englobent, entre autres, des organes détenant le code prédisant leur dimension définitive. Ceci étant dit, les chercheurs attestent l’implication de la voie Hippo dans la croissance et la prolifération anormales des cellules sources de tumeurs bénignes ou malignes chez toutes les espèces étudiées. C’est sous cette optique que des études ont été entreprises pour pouvoir révéler les molécules participant dans la suppression de la voie Hippo. Même si elles n’ont pas toutes été encore découvertes, plusieurs ont été détectées, telles que les protéines Merlin (Mer) et Expanded (Ex) et les protocadhérines Fat (Ft) et Dachsous (Ds). De plus, la voie Hippo des humains est beaucoup plus complexe que celle des drosophiles, ce qui signifie qu’il y a des éléments seulement présents dans le système humain. Ceci étant dit, les participants de cette recherche n’ont pas cessé d’analyser la voie Hippo afin de découvrir davantage les éléments responsables du développement des cancers et de ses suppresseurs. Bref, ils ont pris cette initiative dans le but de saisir la méthode qui peut être entreprise pour éliminer cette maladie chez les êtres humains qui partagent la même base génomique que celle de la drosophile, un organisme modèle.

### L’être humain et la souris[5],[6]
D’après les études comparatives en ce qui concerne le développement des tumeurs chez la drosophile et l’être humain, il semble qu’il est possible de tirer comme conclusion le fait que ces deux espèces empruntent le même parcours en tumorigenèse. Cet événement a poussé les chercheurs de voir si cette analogie est présente entre n’importe quel organisme modèle et l’être humain. À la suite de cette démarche, ils ont pu conclure qu’il serait quasi impossible de pouvoir trouver les mêmes mécanismes de tumorigenèse chez la totalité des espèces étudiées. En effet, selon leurs analyses, le développement oncologique chez la souris et chez l’être humain se différencie selon trois critères majeurs. D’abord, le taux métabolique diffère considérablement entre les deux espèces: celui de la souris est 7x plus élevé que celui de l'être humain. Ceci sous-tend l'idée que les niveaux endogènes des oxydants et des mutagènes varient d'un organisme à l'autre. D'ailleurs, les oxydants sont responsables de la détérioration de l'ADN en oxydant ses bases. Ainsi, les effets cancérigènes sur la souris sont relativement plus éminents, ce qui va indéniablement influencer la tumorigenèse au sein de l'organisme comparé à l'être humain. Ensuite, durant l'étude comparative entre ces deux mammifères a relevé une différence dans le développement des tumeurs dans les reins. 
En fait, cette analyse a mis en évidence une corrélation inverse entre la durée de vie d'une espèce et la fréquence à laquelle l'immunosuppresseur DMBA se lie à l'ADN. D'ailleurs, ce sont des recherches in vitro sur les fibroblastes de ces espèces qui ont montré que cette molécule pro-cancérigène est plus active chez la souris, ce qui explique la formation précoce du cancer des reins par rapport à celui de l'être humain. Effectivement, cette différence dans la tumorigenèse peut être considérée comme étant métabolique. Enfin, le développement des cancers selon l'âge de ces deux mammifères se distingue aussi. Alors que les cellules cancérigènes de la souris se développent dans le mésenchyme, celles de l'être humain se font plutôt au niveau épithélial. Bien que la raison expliquant cette différence n'est pas encore claire, les chercheurs croient que c'est en lien avec la durée de détérioration des télomérases au sein de chaque système.Par ailleurs, la souris et l’être humain partagent également des caractéristiques en ce qui a rapport avec la tumorigenèse. 
Ces deux organismes se servent, entre autres, du même gène, le gène Hox, durant le développement de leurs vertèbres cervicales.  D’ailleurs, dans les cas de cancers embryologiques, l’expression modifiée du gène Hox cause la formation supplémentaire de côte cervical au niveau du 7e vertèbre. Cette transformation homéotique démontre que le gène Hox muté peut occasionner le développement de cancers durant la petite enfance ou de mortinatalité chez les deux espèces étudiées. Plus particulièrement, c’est lors de la différentiation des cellules souches que le gène Hox parcourt une voie soi-dite génotypiquement anormale causant donc des résultats phénotypiques divergents. Ce fait a permis les chercheurs de comprendre pourquoi le nombre de vertébrés cervicales n’a pas varié au cours du temps, ce qui va à l’encontre de la théorie de l’évolution. Dans cette circonstance, un changement dans le nombre, plus précisément une apparition hétérotypique d’un côte cervical sur un vertèbre, ici le 7e, peut susciter de graves défauts avec une fin parfois fatale.

## Comparaison oncologique entre l’être humain et d’autres organismes

### L’être humain et le chien[7],[8],[9]
La comparaison oncologique effectuée entre l’être humain et le chien est celle du cancer médullaire de la thyroïde. Celui-ci est une forme de cancer rare, représentant uniquement le 5 % de la totalité des cancers thyroïdiens humains. D’ailleurs, il ne révèle pas des différences phénotypiques évidentes, telles que l’hyperthyroïdie et l’hypothyroïdie, puisqu’il ne cause pas un changement dans la sécrétion hormonale au sein de cet organe. Ce cancer peut être dépisté soit par un taux sanguin élevé de calcitonine, une hormone libérée par les cellules parafolliculaires, soit la présence de nodules thyroïdiennes. Au fait, un nombre de médecins expérimentés dans ce domaine ont tenté d’enlever ces dernières pour pouvoir vérifier si cela pouvait éliminer le cancer, toutefois les résultats ont prouvé le contraire : des résidus de tumeurs ont persisté à la suite de la chirurgie. Ceci étant dit, les études comparatives ont permis de conclure que les deux espèces démontrent, en grande partie, une tumorigenèse similaire dans ce cas particulier. En effet, elles révèlent une analogie dans la source de ce cancer: cette maladie origine au niveau des cellules parafolliculaires. Néanmoins, il a été remarqué que le développement du cancer médullaire de la thyroïde chez le chien peut avoir lieu dans les cellules folliculaires aussi. Cette caractéristique est particulière à cette espèce dans le sens où l’être humain ne la démontre pas. De plus, d’un point de vue histologique, la prolifération irrégulière de ces cellules prend forme dans les tissus épithéliaux de ces organismes.
En ce qui concerne les cellules cancérigènes de la thyroïde de ces deux mammifères, elles ont une autre propriété commune, cette fois-ci, au niveau cytoplasmique. À la suite de recherches histologiques, le cytoplasme de ces cellules altérées est granulaire au lieu d’être éosinophile. Des études plus approfondies sont en vigueur actuellement dans le but de comprendre le lien entre cet événement et le développement du cancer médullaire de la thyroïde. D’autre part, un être humain atteint par celui-ci va avoir un mésenchyme infiltré d’amyloïde, ce qui est un phénomène inexistant chez une personne en santé.  À titre de comparaison, les tissus mésenchymateux du chien affecté par ce type de cancer ne contiennent pas cette substance, mais plutôt un collagène hyalin. La raison expliquant cette différence n’a pas été encore élucidée, dû au fait que le cancer médullaire de la thyroïde est rare et que sa tumorigenèse ne peut pas être étudié de façon détaillée.